# Hanover (Minnesota)
Hanover é uma cidade localizada no estado americano do Minnesota, no Condado de Hennepin e Condado de Wright.

## Demografia
Segundo o censo americano de 2000, a sua população era de 1355 habitantes.
Em 2006, foi estimada uma população de 2405, um aumento de 1050 (77.5%).

## Geografia
De acordo com o United States Census Bureau tem uma área de 13,3 km², dos quais 12,7 km² cobertos por terra e 0,6 km² cobertos por água.

## Localidades na vizinhança
O diagrama seguinte representa as localidades num raio de 12 km ao redor de Hanover.